# 좌천동
좌천동(佐川洞)은 대한민국 부산광역시 동구의 법정동 및 행정동이다.

## 연혁
- 1910년 1월 1일: 동래군 부산면 좌천1동, 좌천2동, 좌천동
- 1914년 4월 1일: 부산부  좌1정, 좌2정, 좌천정
- 1946년 10월 1일: 부산부 좌천동
- 1949년 8월 15일: 부산시로 개편
- 1951년 9월 1일: 부산시 초량출장소
- 1957년 1월 1일: 부산시 동구 좌천동
- 1959년 1월 1일: 좌천1동, 좌천2동, 좌천3동 설치
- 1963년 1월 1일: 부산직할시 동구 좌천동
- 1970년 7월 1일: 좌천제2동이 좌천제4동으로 분동[1]
- 1998년 9월 17일: 좌천제2동을 좌천제1동에 합동, 좌천제3동을 범일제5동에 합동[2]
- 2000년 6월 24일: 범일제4동을 좌천제4동에 합동, 범일제5동을 범일제2동에 합동[3]
- 2015년 7월 1일: 좌천제1동과 좌천제4동을 합동하여 좌천동 신설[4]